# Osowa (osada leśna w powiecie włodawskim)
Osowa – osada leśna w Polsce, położona w województwie lubelskim, w powiecie włodawskim, w gminie Hańsk.
W latach 1975–1998 miejscowość administracyjnie należała do województwa chełmskiego.